# Tégestophilie

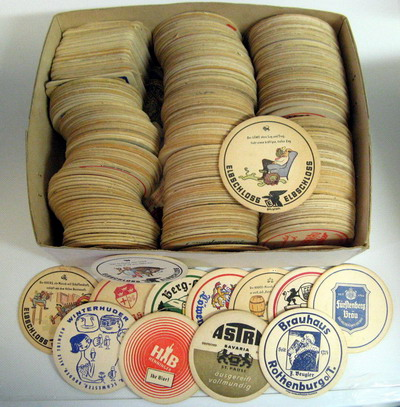
Collection de sous-bocks.

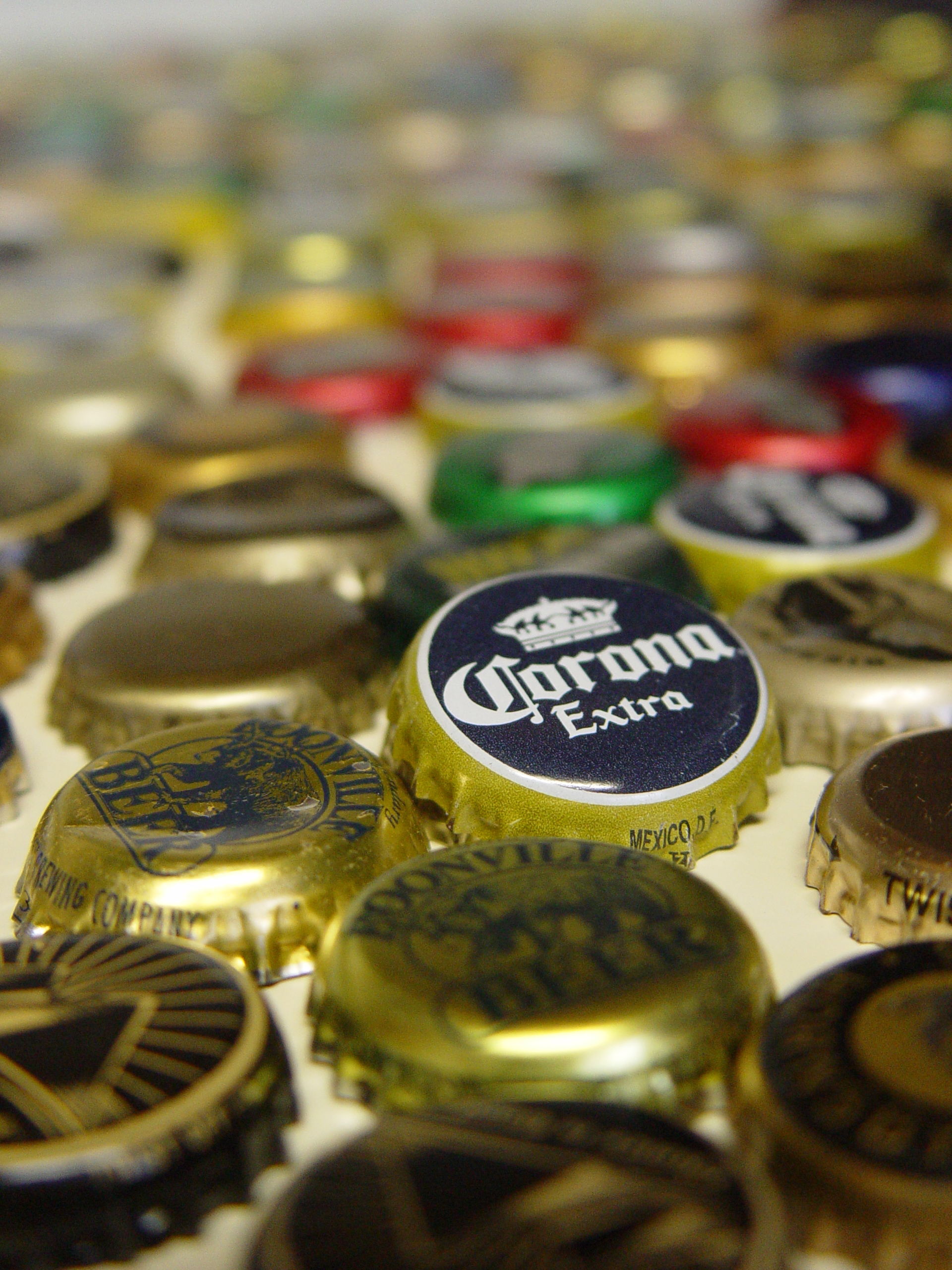
Capsules de bouteilles de bière.

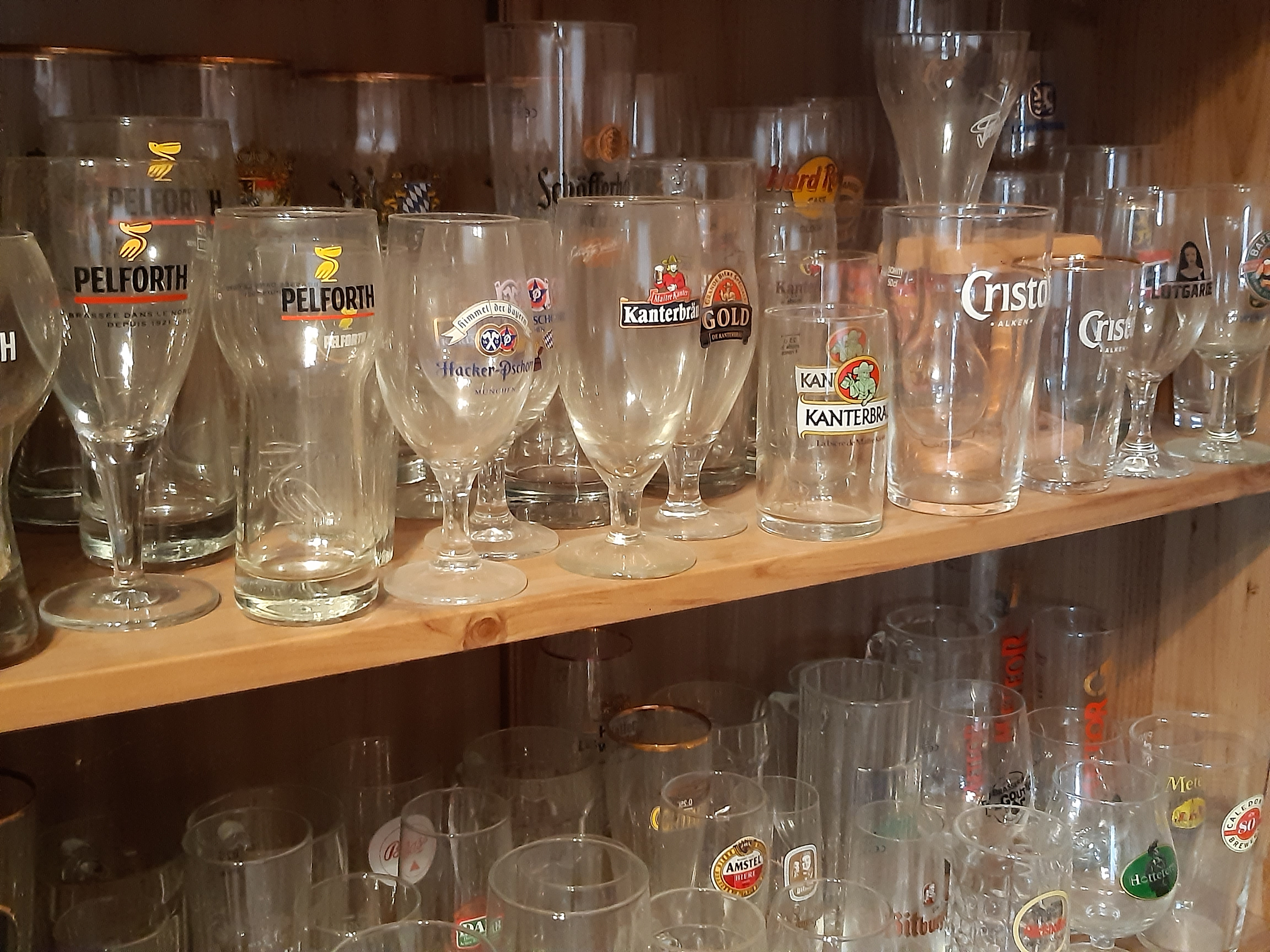
Collection de verres à bière.

La tégestophilie est le fait de collectionner des sous-bocks de bière, ou, par extension, des objets liés à la bière (verres, chopes en grès, capsules, bouteilles, étiquettes, publicités, enseignes, etc.). Il peut également s'agir de tout autre objet dérivé ayant un rapport avec la bière tels les tee-shirts, les casquettes, les cartes à jouer, les décapsuleurs à bières, les aimants, etc.
Le nom « tégestophilie » vient du latin teges - tegetis (la natte : ouvrage fait de brins de matière végétale entrelacés).
Il existe plusieurs musées de la bière, notamment en France et en Belgique, dont le musée de la Bière dans la Meuse, le musée français de la brasserie en Meurthe-et-Moselle et le musée schaerbeekois de la bière à Bruxelles.